# Bruce Schneier
Bruce Schneier (/ʃnaɪər/; nascut el 15 de gener de 1963) és un criptògraf nord-americà, especialista en seguretat informàtica i privacitat, i escriptor. És autor de diversos llibres sobre temes de seguretat en general, seguretat informàtica i criptografia.
Schneier és membre del Berkman Center for Internet & Society de la Harvard Law School, membre de programa de l'Open Technology Institute de la New America Foundation i CTO de Co3 Systems. També col·labora amb el diari britànic The Guardian.

## Estudis
Originari de Nova York, Schneier viu actualment a Minneapolis amb la seva esposa Karen Cooper. Té una llicenciatura en Ciències de la Computació per la American University i una diplomatura en Ciències Físiques per la Universitat de Rochester, així com també per Tecsup. Abans va treballar al Departament de Defensa dels Estats Units i posteriorment als Laboratoris Bell. Schneier és conegut per frases icòniques en l'àmbit de la seguretat informàtica, com ara "la seguretat no és un producte, és un procés", i "la seguretat de la informació és un tema de persones, processos i tecnologia". Aquestes idees també han estat citades per Kevin Mitnick, el famós hacker conegut com "el Cóndor", a la seva obra El Arte del Engaño, on les utilitza per destacar certs aspectes de la protecció de la informació i per reconèixer les aportacions de Schneier en aquest camp.
A més, Schneier va introduir al seu llibre Beyond Fear: Thinking Sensibly About Security in an Uncertain World el concepte de "teatre de seguretat" per descriure aquelles mesures de seguretat que, tot i aparentar millorar la protecció, només busquen crear una falsa sensació de seguretat sense afegir realment cap valor a la seguretat efectiva. Aquesta reflexió va sorgir en el context del debat sobre la seguretat aeroportuària després dels atemptats de les Torres Bessones de l'11 de setembre de 2001.